# هورودكيفكا (محافظة فينيتسا)
هورودكيفكا (Городківка) هي قرية في محافظة فينيتسا في أوكرانيا.
يبلغ عدد سكانها حوالي 6434   نسمة.